# Alojzy Bryl
Alojzy Jan Bryl (ur. 4 czerwca 1946 w Gostyniu) – polski polityk, przedsiębiorca, wykładowca akademicki, poseł na Sejm PRL VIII i IX kadencji.

## Życiorys
Studiował na UAM w Poznaniu (ukończył studia w 1969), później pracował jako asystent w Instytucie Geografii. Od 1971 był członkiem Stronnictwa Demokratycznego (zasiadał m.in. od 1976 w Centralnym Komitecie partii, w tym od 1981 w jego prezydium). Działał też w Zrzeszeniu Studentów Polskich i w Towarzystwie Przyjaźni Polsko-Radzieckiej. Zasiadał w Naczelnym Komitecie Frontu Jedności Narodu i w Radzie Wojewódzkiej Patriotycznego Ruchu Odrodzenia Narodowego. Był posłem SD na Sejm PRL VIII i IX kadencji oraz wicewojewodą poznańskim (1985–1987). Współtworzył prywatny bank i przedsiębiorstwo obsługi naziemnej na lotnisku Ławica w Poznaniu. Wykładowca na Uniwersytecie im. Adama Mickiewicza.

## Odznaczenia
Odznaczony m.in. Krzyżem Oficerskim Orderu Odrodzenia Polski.